# Thomas Palmer (mort en 1553)
Pour les articles homonymes, voir Thomas Palmer.
 (juin 2017).
Thomas Palmer (mort en 1553) était un soldat et courtisan anglais. Son témoignage fut crucial lors de la chute du duc de Somerset en 1551–1552. 

## Biographie
Il est le plus jeune fils d'Edward Palmer, originaire du Kent. Il sert le roi Henri VIII en 1515 à Tournai. Le 28 avril 1517, il est cité comme l'un des vassaux de l'honneur de Richmond. La même année, il devient bailli de Barton-on-Humber, situé dans le Lincolnshire. Il est présent au Camp du Drap d'Or en 1520. En 1521 il devient gardien de Henley-in-Arden.
Il participe à l'expédition militaire du roi en France en 1523. 
Thomas Palmer est adoubé le 10 novembre 1532 à Calais. Il est remarqué par le roi avec qui il joue aux dés à plusieurs reprises. Il est fait prisonnier en 1534 par les Français à Guînes, et doit payer une rançon. Il devient commissionnaire pour Calais en 1535.
En juillet 1543, il attaque les Français avec John Wallop. Il participe très probablement au siège de Boulogne en 1544.
Bien qu'étant opposé au régent Edward Seymour, duc de Somerset, il l'accompagne lors de sa campagne en Écosse. En 1548, Palmer défend avec succès Haddington. Il est cependant battu près de Berwick peu après.
Palmer est le premier en octobre 1551 à dénoncer au régent Dudley, duc de Northumberland, la soi-disant trahison de Somerset. Somerset est décapité le 22 janvier 1552. Récompensé par Northumberland, il s'achète plusieurs domaines dont un au Strand en février 1552.
Il est un partisan de l'accession au trône de Jane Grey le 10 juillet 1553, et soutient dans ce sens Dudley, proche de la nouvelle reine. Marie Tudor renverse cependant Jane Grey, et emprisonne à la Tour de Londres Palmer le 25 juillet. Il est décapité le 22 août au côté de Northumberland.